# Martin Schöneich

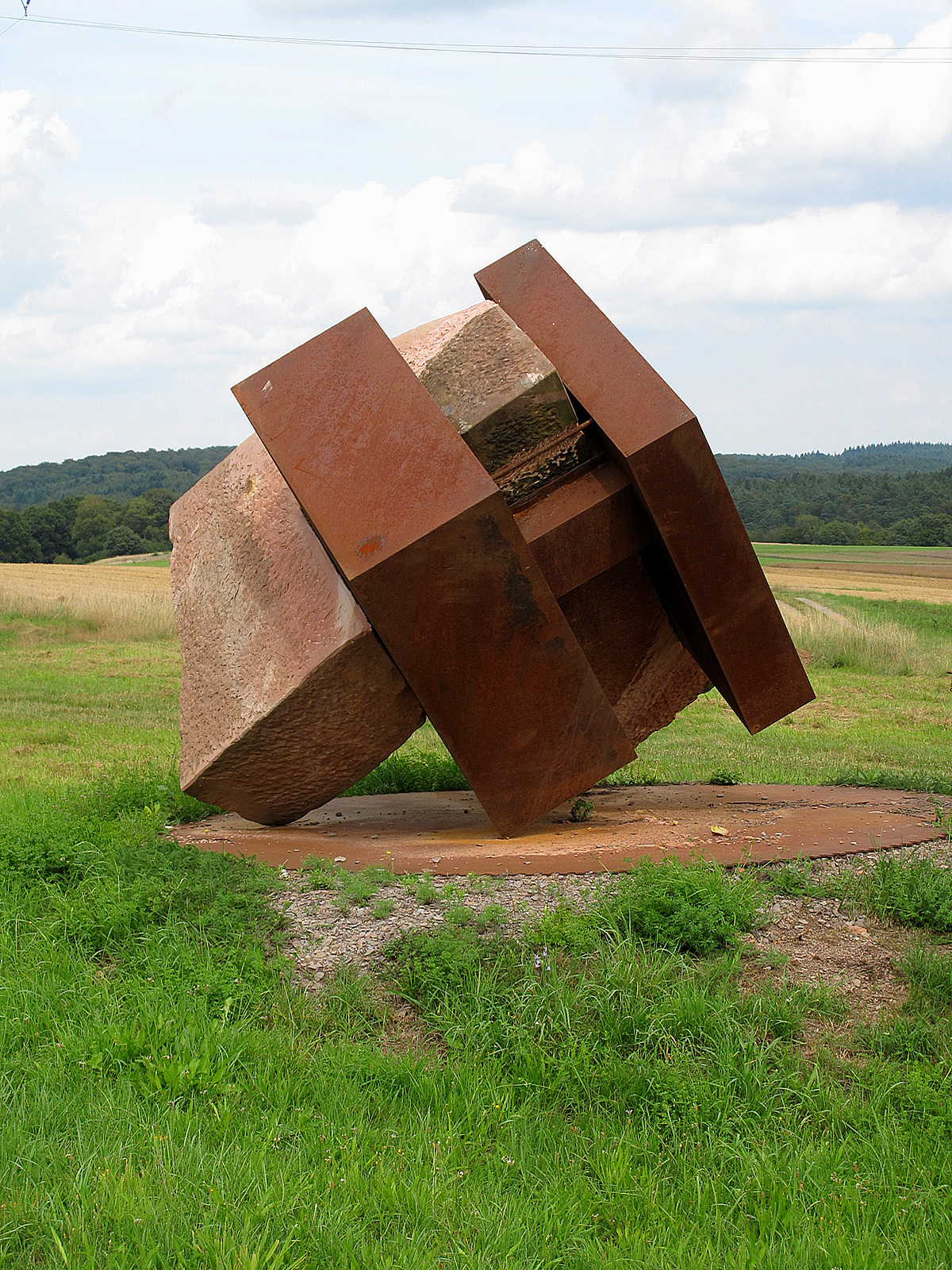
Verbinden (2008), Krickenbach

Martin Schöneich (* 1955 in Grünstadt) ist ein deutscher Bildhauer.

## Leben
Nach einer Lehre als Modellschreiner in Frankenthal (Pfalz) 1970 begann Martin Schöneich 1978 ein Studium der Bildhauerei und Grafik an der Akademie der Bildenden Künste in München. 1982 wurde er Meisterschüler bei Erich Koch und legte 1984 das Abschlussdiplom in Bildhauerei ab. Seit 1985 ist er freischaffender Bildhauer und Grafiker.

## Lehrtätigkeit
- Seit 1989: Arbeit mit Kindern und Jugendlichen an Schulen; „Projekte“ in Rheinland-Pfalz und Baden-Württemberg.
- Von 1990 bis 1995: Dozent für Bildhauerei und Aktzeichnen an der Kunstschule „Villa Wieser“ in Herxheim/Landau,
- seit 2003: Projektleiter an der Ganztagsschule in Bad Bergzabern und
- seit 2008: Lehrauftrag an der Pädagogischen Hochschule Heidelberg.

Schöneich lebt und arbeitet in Bad Bergzabern, Landkreis Südliche Weinstraße.

## Auszeichnungen
- 1983 Mannlich-Preis München, Förderpreis für Bildhauerei Rheinland-Pfalz[1]
- 1986 Arbeitsstipendium in Lincoln, England
- 1996 Reisestipendium für Frankreich und Spanien, mit einem Besuch bei Eduardo Chillida

## Mitgliedschaften
- Berufsverband Bildender Künstlerinnen und Künstler Rheinland-Pfalz im Bundesverband e.V.[2]
- Arbeitsgemeinschaft Pfälzer Künstler (apk)
- Künstlergemeinschaft Anker[3]
- Künstlerbund Rhein-Neckar
- Europäischer Kunstverein

## Werk
Schöneichs Großskulpturen und Arbeiten im Rahmen von Kunst am Bau sind Werke der konstruktiven Kunst. Aus der Kombination von Sandstein und Stahl entstehen komplexe geometrische Formen. Sie sind zusammengesetzt aus Elementen, wie Kreissegmente, Kugeln, Würfel oder Zylindern.

## Teilnahme an Symposien (Auswahl)
Schöneich arbeitet regelmäßig bei Bildhauersymposien mit und erstellt Skulpturen, die auf Skulpturenwegen und -parks aufgestellt sind.
- 2010 Habitat, 4. Bildhauersymposium am Donnersberg
- 2009 Internationales Holzbildhauersymposium, Kandel (Pfalz)
- 2000 Internationales Symposion für Bildhauerei, Krickenbach[4]
- 1999 Deutsch-Französisches Bildhauersymposion, Lauterbourg, Elsass
- 1990 Symposion für Bildhauerei, Lanzarote, Gran Canaria[5]
- 1989 Internationales Bildhauersymposion, Jockgrim[6]
- 1986 Internationales Bildhauersymposion, Trippstadt[7]

## Werke im öffentlichen Raum (Auswahl)
- 1986 Teilung, Trippstadt
- 1986 Eingriff, Queidersbach
- 1989  Sitzende Figur, Bürgerpark in Jockgrim[8][9]
- 1992 Brunnenlandschaft, Bürgerpark in Jockgrim
- 1994 Dekon, Kuranlage, Annweiler am Trifels[10]
- 1999 Dekon, Stadtpark Bischwiller, Frankreich
- 1999 Schlossbrunnen, Schlosspark Grünstadt
- 2000 Verbinden, Krickenbach
- 2000 Säule, Landau/Pfalz
- 2003 Torobjekt, Fahrbahnteiler Rinnthal
- 2001 In Bewegung, Polizeihubschrauberstaffel Koblenz[11]
- 2005 Ideallinie, Pirmasens[12]
- 2012 Dialog, Erbeskopf
- 2014 Gebrochener Ring, Gedenkstätte für die Opfer des Amoklaufs an der Albertville-Realschule Winnenden[13][14]
- 2020 Dialog, Urbach[15]

## Einzelausstellungen (Auswahl)
- 2011 Kunsthaus, Frankenthal (Pfalz)
- 2007 Kunstverein Zweibrücken, Dialog mit Erich Koch (München)
- 2005 Kunst im Landtag, Mainz, Dialog mit Artur Bozem[16]
- 2000 Ausstellung Grafik und Kleinplastik, Synagoge (Weisenheim am Berg)
- 1997 Kunstverein, Speyer
- 1991 Galerie Awangarda, Breslau, Polen
- 1989 Rheinischer Kunstverein, Aachen
- 1984 Städtische Galerie, Neuburg an der Donau

## Fotos (Auswahl)

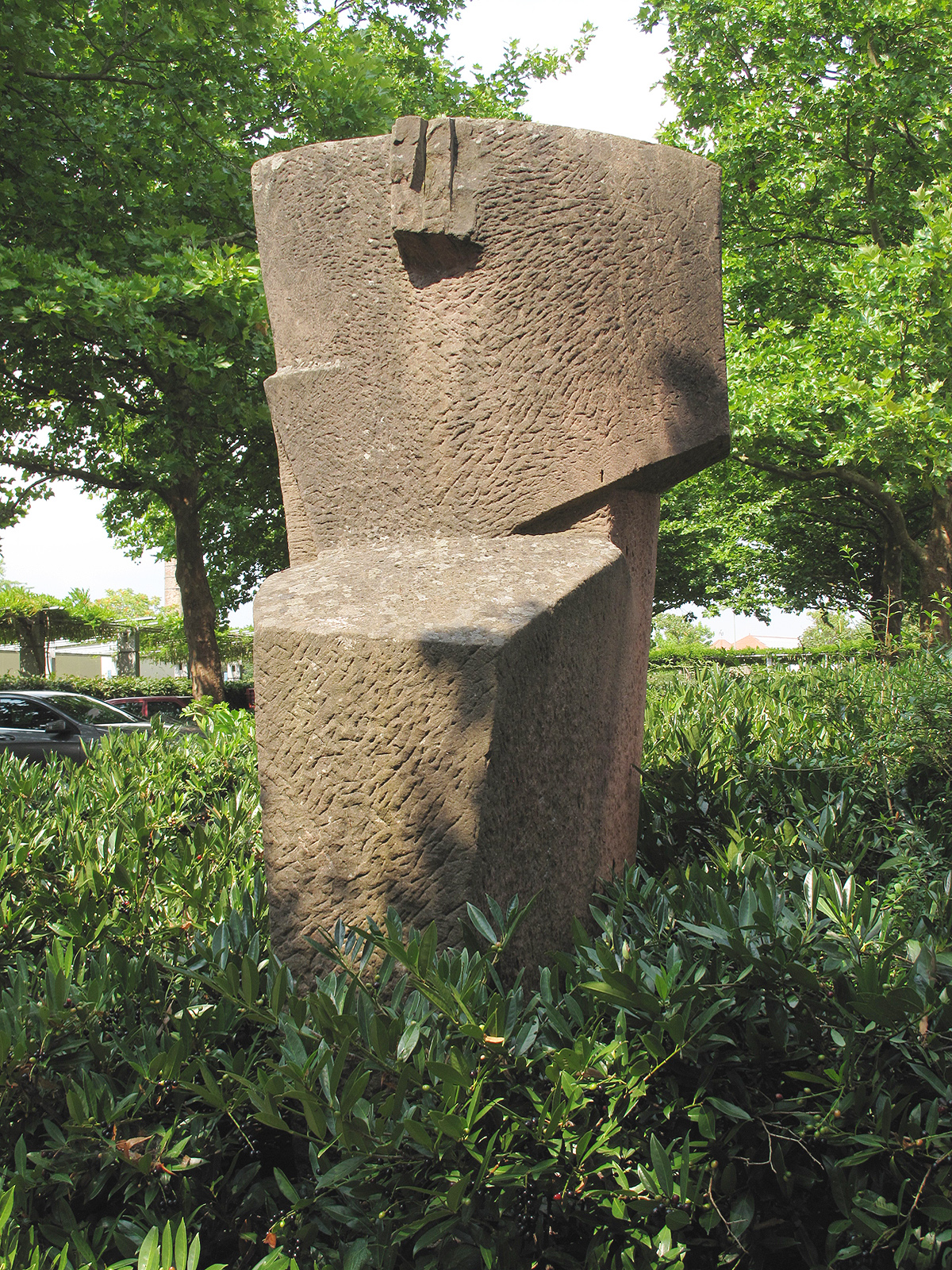
Sitzende Figur (1989), Jockgrim
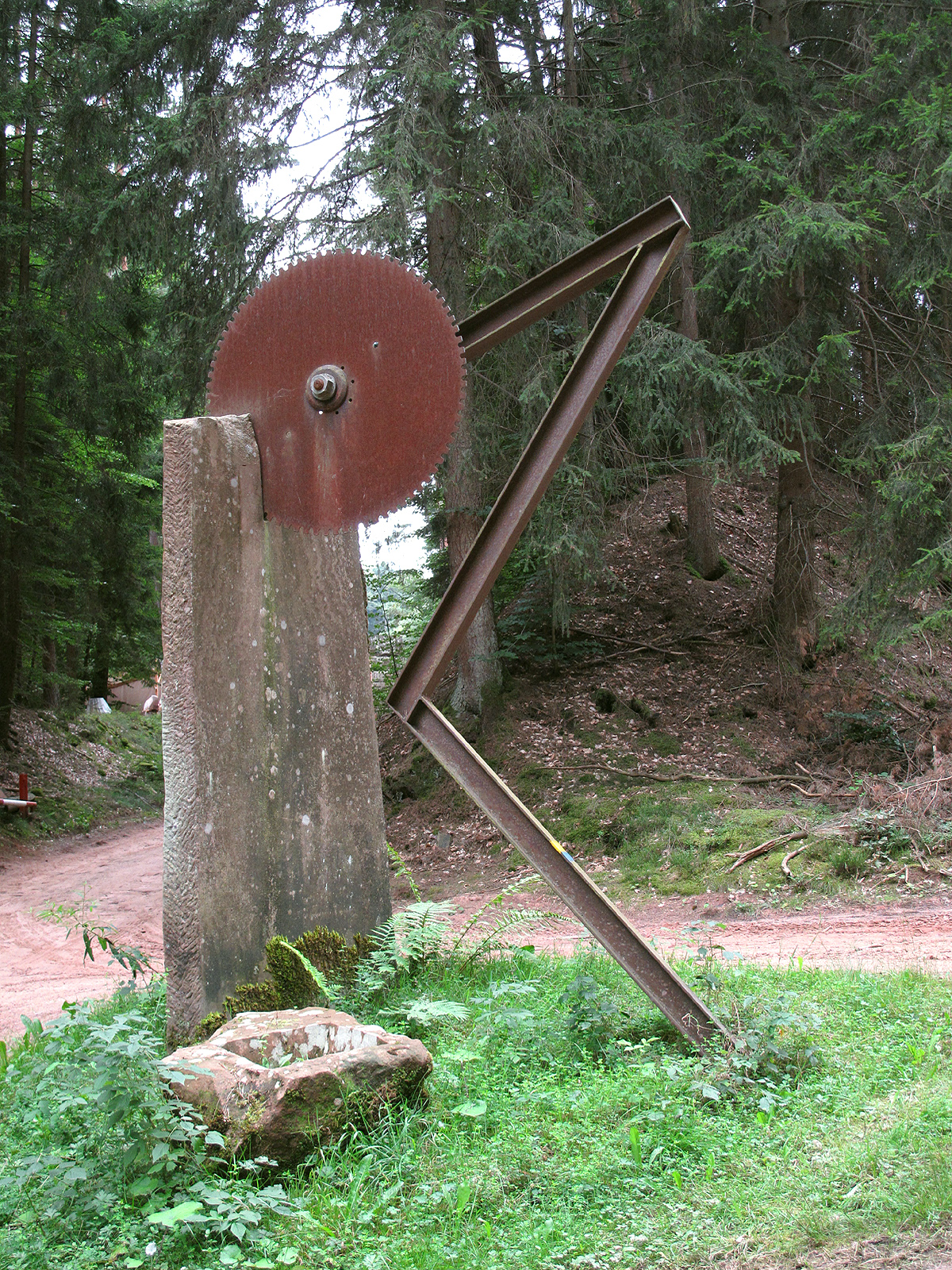
Eingriff (1986), Schweinstal
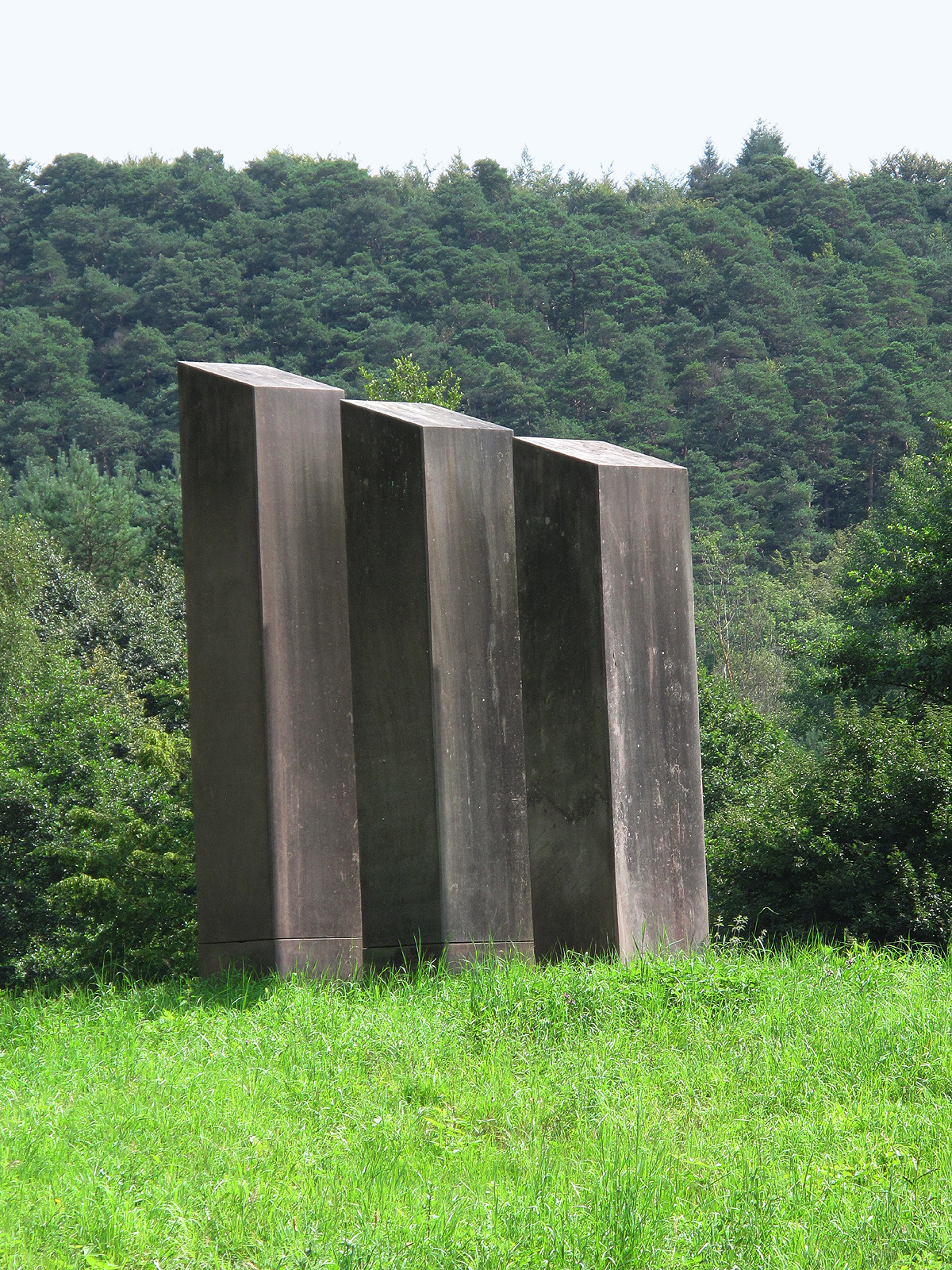
Teilung (1986), Schweinstal
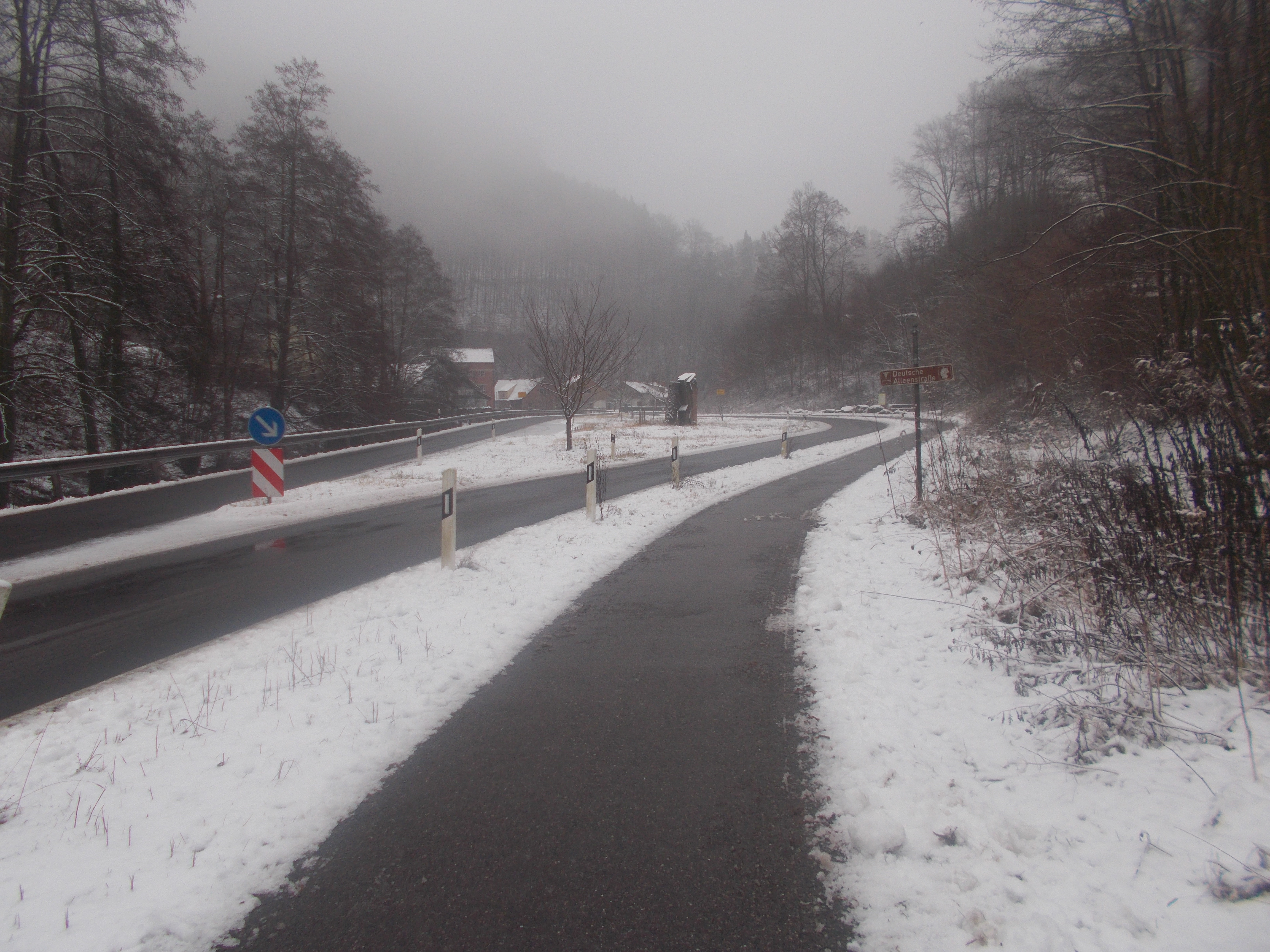
Torobjekt (2003), Fahrbahnteiler Rinnthal
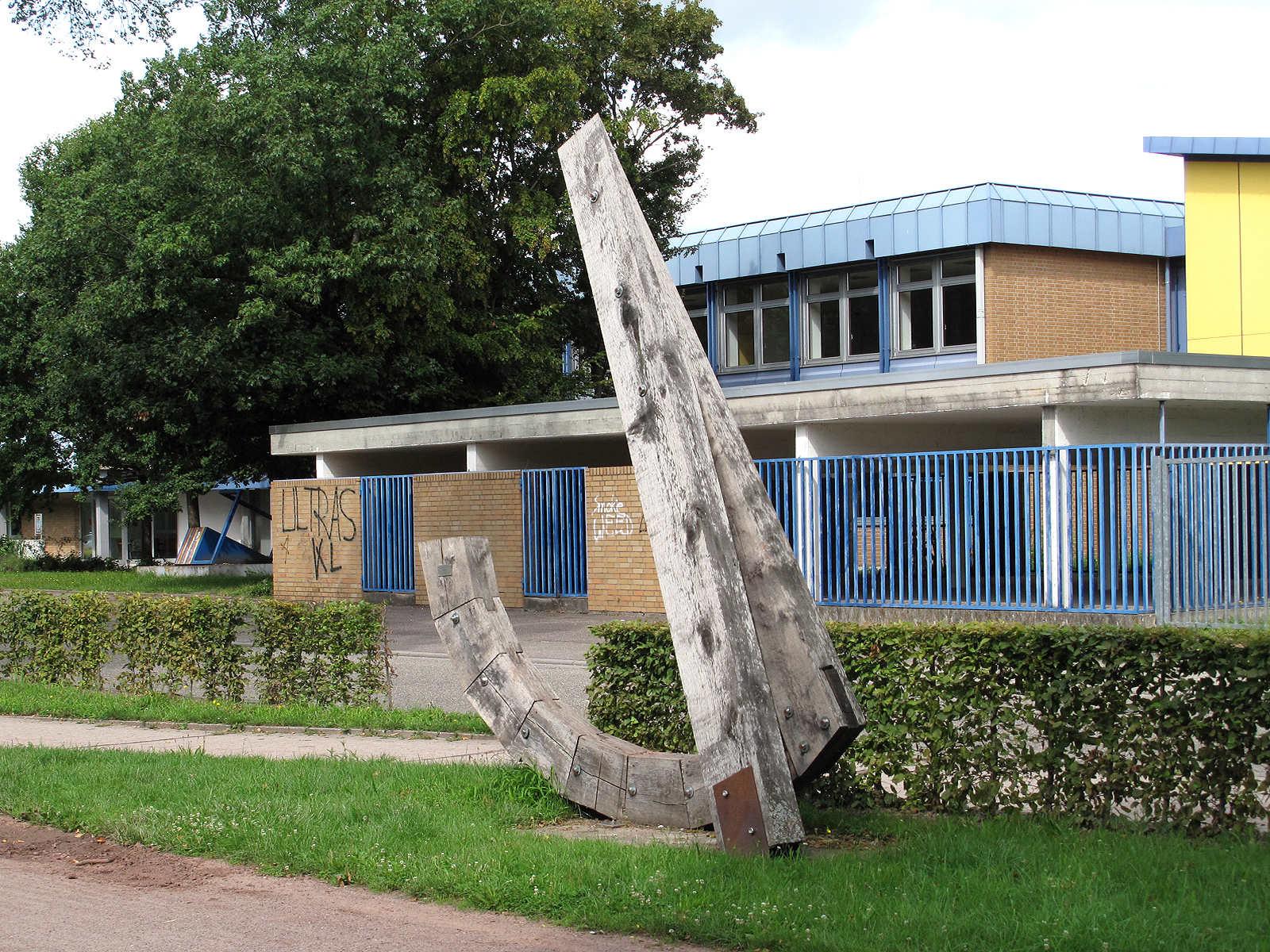
Rotation (2009), Kandel (Pfalz)
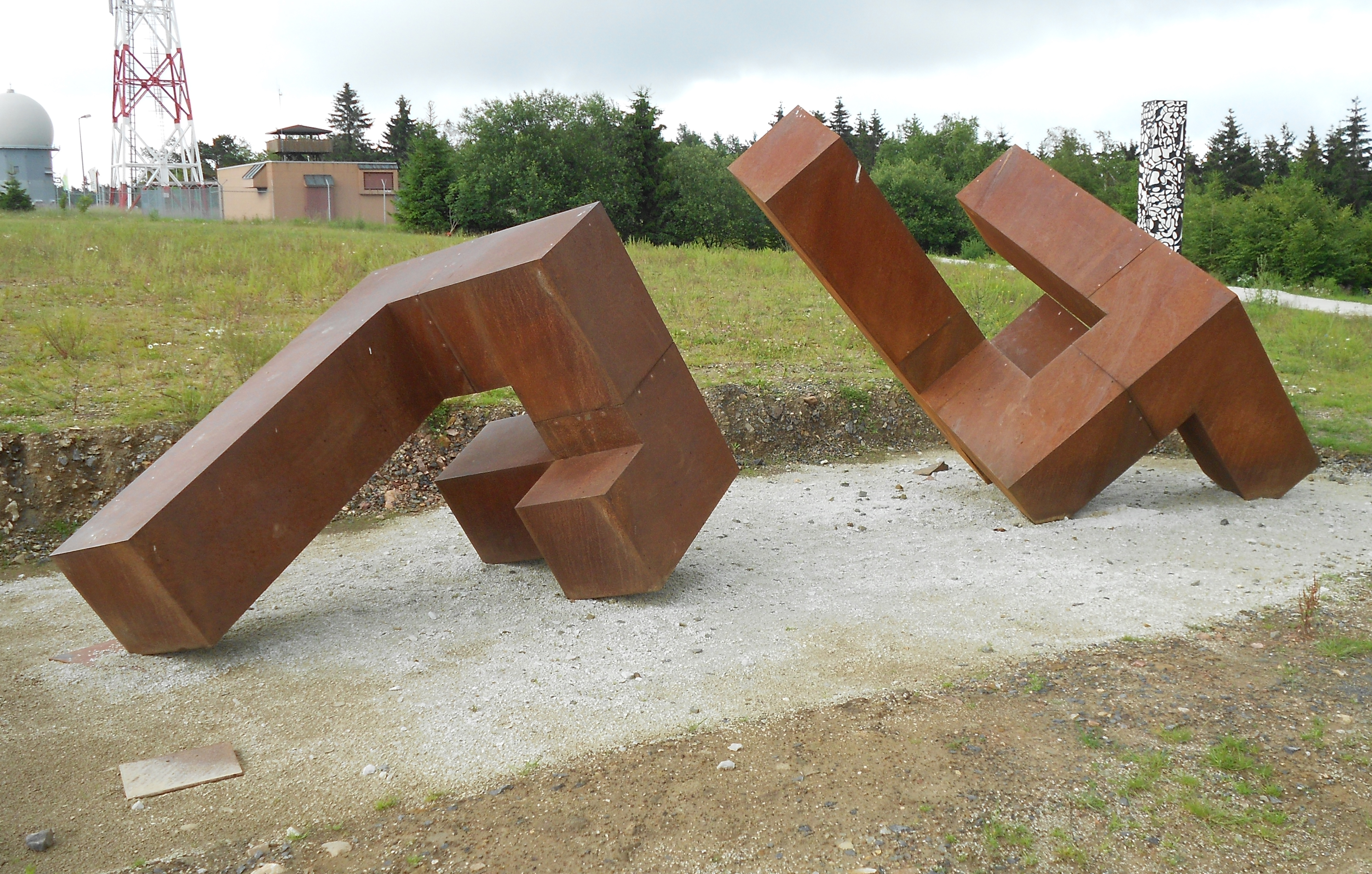
Dialog (2012), Erbeskopf